# Našuškovica
Našuškovica (cirill betűkkel Нашушковица) egy falu Szerbiában, a Piroti körzetben, a Babušnicai községben.

## Népesség
- 1948-ban 656 lakosa volt.
- 1953-ban 649 lakosa volt.
- 1961-ben 642 lakosa volt.
- 1971-ben 623 lakosa volt.
- 1981-ben 586 lakosa volt.
- 1991-ben 428 lakosa volt
- 2002-ben 295 lakosa volt,[1] akik közül 251 bolgár (85,08%), 22 szerb (7,45%), 2 jugoszláv, 11 ismeretlen.[2]